# Garrucha
Garrucha – gmina w Hiszpanii, w prowincji Almería, w Andaluzji, o powierzchni 7,68 km². W 2011 roku gmina liczyła 8748 mieszkańców.